# Tomocerodes americanus
Tomocerodes americanus ist die einzige Art der Erzwespen-Unterfamilie Tomocerodinae innerhalb der Familie Moranilidae. Art und Gattung wurden 1916 vom US-amerikanischen Entomologen Alexandre Arsène Girault erstbeschrieben. Die Tribus Tomocerodini innerhalb der Eunotinae wurde 1988 von Bouček eingeführt. Burks et al. (2022) führten aufgrund molekularbiologischer und morphologischer Studienergebnisse eine Revision der Pteromalidae durch. In deren Rahmen wurde die Tribus Tomocerodini aus der Familie Pteromalidae ausgegliedert und in den Rang einer Unterfamilie innerhalb der Moranilidae erhoben.

## Merkmale
Die Merkmale entsprechen denen der Moranilidae. Bouček (1988) diskutierte die Unterschiede zwischen den Vertretern der jetzigen Unterfamilien Moranilinae und Tomocerodinae. Die Tomocerodinae besitzen ein wesentlich kürzeres Gastertergit 1 als die Moranilinae. Dieses ist das längste Tergum der Moranilinae, aber viel kürzer als das Gastertergit 2 der Tomocerodes.

## Verbreitung
Die Art Tomocerodes americanus ist aus Mexiko und dem US-Bundesstaat Arizona bekannt. 2014 wurde die Art im brasilianischen Bundesstaat Rio Grande do Sul nachgewiesen.

## Lebensweise
Tomocerodes americanus ist bekannt als Parasitoid der Schildlaus Lecanodiaspis prosopidis aus der Familie Lecanodiaspididae. In Brasilien wurde die Art 2014 als Parasitoid der Schwarzen Ölbaumschildlaus (Saissetia oleae) identifiziert.